# Al-Faris
Al-Faris ist ein Ort im Gouvernement Salah ad-Din. Der Ort ist Verwaltungssitz des Distriktes al-Faris und liegt am westlichen Ufer des Tigris. Al-Faris befindet sich nördlich von Bagdad.